# Romaničko kiparstvo
Romanička skulptura gotovo je isključivo vezana za arhitekturu (portali, kapiteli, dijelovi ili čitave fasade). Njezina uloga jest ukrasiti ili obogatiti površine građevine, ali u prvome redu reljefnim likovima i prizorima prenijeti likovnim govorom određeni vjerski sadržaj. 

## Povijest
U ranom srednjem vijeku kiparstvo je bilo svedeno na sitnu plastiku, ponajviše na reljefe izvedene u bjelokosti ili metalu. Osobito, obradu plitkih reljefa bez izrazitih zaobljenja, pri čemu se detalji oblikuju plitko urezanim linijama; to nazivamo linearno ili grafičko oblikovanje. Po ukočenosti likova (postavljenih frontalno ili u profilu) te zbog plošnosti u oblikovanju i linearnosti detalja, ranoromanička skulptura vrlo je bliska rano-grčkoj (arhajskoj) fazi grčke skulpture.
U ranoj romanici skulptura je i dalje vezana uz arhitekturu, ali je novi položaj Crkve u društvu nalagao iznošenje programa na pročelje. Ta eksteriornost prvo se pokazala plitkim reljefima kao aplikacijama na pročelju. Na skulpturi romanike javlja se ponovo, prvi put nakon kasne antike, jak osjećaj za plastično, a u obradi detalja težnje za shematiziranjem. Figurativno kiparstvo, izvorno obojeno živim bojama, igralo je značajnu ulogu i bilo je integralni dio romaničkih građevina, kao primjerice na kapitelima stupova, i oko impresivnih portala, najčešće na timpanonu iznad glavnih vrata (Saint-Genis-des-Fontaines, nadvratnik). Neki od najljepših primjera su opatija Vézelay i Autunska katedrala.
U zreloj romanici portali su mjesta razvijanja ikonografskih programa pobjedničke Crkve. U Francuskoj je naglasak na luneti portala (Moissac), u južnoj se Francuskoj razvijaju pročelja poput slavoluka (Saint Trophime, Arles), u Kataloniji s nizom registara (Ripoll). Figuralna plastika prekriva kapitele u crkvama i klaustrima. Od početka 12. st. pojavili su se veliki kipari po imenima ili opusu: Wiligelmo u Modeni na početku 12. st. (Katedrala u Modeni), majstor iz Cabestanyja u Kataloniji i južnoj Francuskoj, Burgundiji, a potom najveći, Benedetto Antelami u posljednjoj četvrtini 12. st. u Parmi, Firenci i drugdje. Antelami radio je u Parmi na krstionici i katedrali pola stoljeća nakon izgradnje gotičkoga St. Denisa.
Kasniji izdanci stila uglavnom su paralelni s velikim gotičkim inovacijama sjeverozapadne Europe, a koristi se često gotička morfologija (Opatija Vézelay).
- Detalj vrata s motivom Poklonstva kraljeva, brončana vrata, Katedrale u Hildesheimu, Njemačka, rano 11. stoljeće.
- Žene na Isusovom grobu, detalj kapitela u klaustru Opatije svetih žena iz 11. st., Saintes, prefektura La Rochelle, Francuska.
- Portal katedrale Velike Gospe u Poitiersu, 12. st.
- Jona u utrobi kita, kapitel u Opatiji u Moissacu, 12. st., Francuska.
- Maiestas Domini gore i Posljednja večera dolje, Timpan crkve Saint-Julien-de-Jonzy u Francuskoj, sredina 12. st.

## Zakonitosti romaničke skulpture
Obnova velike kamene skulpture u romanici povezana je s potrebom da se vjerničkim masama, koje su se kretale hodočasničkim putovima kroz jugozapadnu Francusku i sjevernu Španjolsku prema Santiago de Compostela, trodimenzionalnim likovima prikažu zasade vjere. Skulpture na fasadama privlačile su pažnju i pojačavale su vjernički žar. Romanički umjetnici bili su strogo uvjetovani trima pravilima: 
1. zakonu kadra,
2. zakonu hijerarhije i
3. pravilu horror vacuii.

Zakon kadra znači da su skulpture podređene diktatu arhitektonskog okvira (luneta, kapitel, stup, nadvratnik itd.), s njim u svezi je zakon hijerarhije (što je lik važniji to je i veći i na istaknutijem mjestu) i horror vacui (strah od praznog prostora). 
Zakon hijerarhije i funkcije dovodi do naročitih disproporcionalnih odnosa ljudskih likova koji ponovno postaju nosioci plastičnog oblikovanja. Zajedno sa životinjskim likovima, čudovištima (bestijarij) i veoma bogatim ornamentom organskog i geometrijskog karaktera, oni predstavljaju konkretizirane simbole, personifikacije nove osjećajnosti, prije svega straha i veoma intenzivno doživljenog sukoba života i smrti. 
Motiv koji najviše odgovara ovakvom prikazivanju je posljednji sud, zato je vrlo često prisutan na glavnom portalu crkve. Upravo polukružno polje timpana (polukrug nad ulazom) iznad glavnog portala je često okvir za skulpturalni prikaz posljednjeg suda. (npr. slika gore: St. Lazare, Autun). Prikaz je prilagođen kadru, simetričnost kompozicije određuje lik Krista u mandorli (ovalni okvir oko prikaza Krista u slavi) i sam osnovni kadar timpana. Likovi različitih dimenzija, određenih hijerarhijom, isprepleću se međusobno, izlaze jedan iz drugog, nadovezavši se u neprestanoj metamorfozi - horror vacui. Površina je stilizirana, oblikovana plićim i dubljim urezima.
Kapitel (glava stupa) iz crkve Notre-Dame-en-Vaux u Châlons en Champagne, Francuska, 12. st., prikazuje scenu Isus pere noge svojim učenicima komponiranu unaokolo kapitela dvojnog stupa s karakterističnim oblikovanjem likova prema zakonu kadra gdje su im glave mnogo veće kako bi se uklopile u oblik samog kapitela. Prizor se kontinuirano nastavlja pokoravajući se oblini kapitela kao jedinstvenom kadru. No postoji i određeno kretanje volumena koje je suprotno kadru kapitela, a postiže se uskovitlanoj dubokoj obradi površine. 
Reljef Nevjerni Toma, iz samostana Santo Domingo u Silosu (Španjolska, 11. st.) oblikovan je po zakonitostima koje proizlaze iz duha romanike u kojoj ikonografska tema nije samo tema, već element u kojem ljudi žive, koji je sam po sebi razumljiv, jednostavno rješenje. Važno je sve prikazati, a ne prikazati vjerno.
Kult Bogorodice dobiva na važnosti tek u 13. st., ali u nekim dijelovima Europe (npr. Auvergne, Francuska) rasprostranjen je već u Romanici. Obilježava ga velika produkcija drvenih obojenih skulptura Bogorodice, kao što je ona iz St. Nectaira (12. st.) oblikovana je kao zatvoren statičan volumen. Stav je frontalan, a ruke disproporcionalno uvećane i udaljene od djeteta omeđujući dio prostora. Površina je ritmična, linearno oblikovana paralelnim urezima stilizirane odjeće.

## Ikonografska topografija
Ikonografska topografija je značenje mjesta u arhitekturi i načelo rasporeda tema i slika unutar crkvene građevine. Po poimanju srednjovjekovnog čovjeka, crkva je zapravo poput modela ili makete svijeta, sukladno tome je i urešena. Osnovna je podjela (kao i u stvarnosti) da je dolje zemlja, a gore nebo. U prostoru crkve gornji dijelovi što "lebde" (nose ih zidovi ili stupovi s lukovima), dakle svodovi, krov, i kupola ako je ima, su zamišljeno nebo, a ono što je ispod što ga nosi (zidovi i stupovi s lukovima arkada) - zemlja.
U srednjem vijeku je za svaki prizor i za svaki lik postojalo točno određeno mjesto sukladno značenju teme. Likovi koji borave na nebu (Bog, anđeli, sveci …) morali su biti prikazivani u gornjim zonama crkve, a ono što je zemaljsko ili se zbiva na zemlji – u donjim. 
Zato se na freskama i mozaicima redovito na vrhu kupole, kao najvišem vrhu crkve, prikazuje Bog, ili Krist u slavi, a ispod njega Bogorodica s dvama arkanđelima između 12 apostola. 
Kupolu čuvaju 4 pandativa na kojima se redovito prikazuju četvorica evanđelista. Ispod kupole, unutar crkvene građevine, smanjuje se udio božanskog a raste udio tjelesnog. Tako se svi prizori Kristovog života na zemlji slikaju u donjim dijelovima crkve. Uz Kristov život na zemlji prikazivani su prizori iz zemaljskog života Bogorodice, legende iz života svetaca, sveti ratnici i mučenici. 
Ako crkva nema kupolu, onda je najistaknutije mjesto četvrtkugla nad apsidom, u kojoj je smješten oltar. Osim Krista, ovdje je često prikazivana Bogorodica na prijestolju, majka, voditeljica zemaljske crkve. 
Prizor Posljednjeg suda uvijek je na zapadnom zidu. On uz vječni život za pravednike, sadrži i prijetnju grešnicima mukama paklenim. Stoga taj prizor, kao suprotnost, mora biti nasuprot oltaru. Kada se okrene od oltara i smjesti se na zapadnoj stijeni crkve, vjernik pri izlazu ugleda prizor Posljednjeg suda. To mu treba ostati posljednji i najsnažniji dojam nakon izlaska. Prizor Suda (s često pomno prikazanim mukama prokletih u paklu) opomena je i prijetnja, što ga čeka ne bude li se pridržavao Božjih zapovjedi. 
Prizor Navještenja je redovito prikazan na čeonoj strani apside, u kutovima iznad trijumfalnog luka pred oltarom. Anđeo je uvijek s lijeve strane, a Bogorodica s desne jer prate radnju kao što mi čitamo s lijeva na desno.

## Poveznice
- Romaničko kiparstvo u Hrvatskoj
- Arhitektura romanike
- Slikarstvo romanike
- Gotika

## Vanjske poveznice
|  | Zajednički poslužitelj ima još gradiva o temi Romaničko kiparstvo |